# الجبل (ريمة)
الجبل هي إحدى قرى مديرية السلفية بمحافظة ريمة اليمنية، بلغ تعداد سكانها 1520 نسمة حسب الإحصاء الذي جرى عام 2004.